# Saints Row: Money Shot
Saints Row: Money Shot es un videojuego de disparos cancelado desarrollado por THQ Digital Phoenix y publicado por THQ. Es un spin-off inédito de la serie Saints Row.
Este juego cancelado habría sido lanzado en Nintendo 3DS, PlayStation 3 a través de PlayStation Network y Xbox 360 a través de Xbox Live Arcade. Habría sido de 580mb y habría costado 800 puntos MS.
Habría contenido 12 logros, con un total de 200 puntos de jugador.
Después de que se cancelara, las recompensas desbloqueables se lanzaron como parte del DLC Moneyshot Pack.

## Jugabilidad
Antes de comenzar cada misión, hay una lista de objetivos, así como una pantalla de selección de viñetas.
El juego real consiste en controlar el vuelo y la velocidad de una bala. Al comienzo de cada misión, Cypher carga la bala elegida en su rifle de francotirador y presiona RT dispara la bala.
En Anna Will Be Right Back y Biker Striker, Cypher está dentro de un camión de reparto, mientras que en Dex's New Digs está en un apartamento. En cada misión de túnel, Cypher se encuentra en un escritorio de campo de tiro.
Presionar RT acelera la bala, y presionar LT ralentiza la bala y el tiempo. En la parte superior de la pantalla hay una barra de "Influencia", que disminuye cada vez que se ralentiza el tiempo. La barra de influencia se recarga al acelerar la bala, y hay pastillas a lo largo del nivel que recargan la barra más rápido. Con algunas balas, Influence se recarga automáticamente sin acelerar.
Al final de cada misión, una breve secuencia mostrará las consecuencias del viaje de la bala, según lo que haya golpeado durante el vuelo.
Completar objetivos aumenta la puntuación obtenida, y completar objetivos es acumulativo y no requiere llegar al final del curso para terminar cada objetivo.

### Misiones
Hay 12 misiones en el juego, aunque la 12.ª misión no funciona en la versión filtrada. Cada misión tiene una serie de desafíos diferentes, por lo que, aunque hay muy pocas misiones, la mayoría se jugará varias veces para terminar el juego por completo.

## Desarrollo
Saints Row: Drive-By se desarrolló originalmente para Xbox Live Arcade y se anunció públicamente por primera vez en la exhibición de piso E3 2010 de Nintendo. Nunca se publicaron imágenes del juego con el nombre Drive-By.
Se decía que el juego tenía lugar entre Saints Row 2 y Saints Row: The Third, y habría despertado el entusiasmo de los jugadores por este último. Las versiones de PlayStation 3 y Xbox 360 de este juego debían contar con conectividad con Saints Row: The Third que habría permitido al usuario desbloquear contenido especial para ambos juegos.
El 3 de noviembre de 2010, Danny Bilson, vicepresidente de desarrollo creativo de THQ, declaró en una entrevista con SamaGame que habían cambiado el diseño y que iban a algo más único.
El 3 de mayo de 2011, Meristation informó que "Saints Row: Drive-By" ahora figuraba como cancelado en el currículum de un desarrollador. Meristation señaló que el currículum mencionaba que Drive-by estaba en desarrollo para PSN y XBLA, pero no mencionaba la 3DS, y que la misma desarrolladora también estaba trabajando en un juego no anunciado para PSN y XBLA.
El informe de Meristation fue informado nuevamente por VG24/7, quien se comunicó con THQ para obtener una confirmación oficial, pero fue Joystiq quien recibió la respuesta de THQ de que "[THQ] no está desarrollando Saints Row: Drive-By".
En junio de 2011, en el E3, se anunció un modo exclusivo para Saints Row: The Third en Playstation 3 que usaría Playstation Move.
El 9 de agosto de 2011, THQ emitió un comunicado de prensa en el que declaraba que cerrarían su equipo de desarrollo en Phoenix. Lo que no se sabía en ese momento era que ese era el estudio responsable de Saints Row: Money Shot.
El 14 de agosto de 2011, un usuario publicó en el foro de se7ensins que Saints Row: Money Shot se había filtrado y publicó imágenes. La fecha de compilación del juego filtrado es el 14 de junio de 2011.
El 21 de agosto de 2011, zing.cz publicó un video del juego filtrado. Este video se publicó en YouTube varias veces, pero THQ lo eliminó regularmente, aunque no se ha eliminado ningún video desde que THQ cerró.
El 22 de agosto de 2011, Kotaku informó que había encontrado una entrada en la base de datos de la Junta de Clasificación de Australia para Saints Row: Money Shot.
El 31 de octubre de 2011, Worthplaying publicó una entrevista con Danny Bilson, quien afirmó que Money Shot no había sido cancelado y sería gratuito en PSN.<refname=zaz />